# Zemský okres Sárská Falc
Zemský okres Sárská Falc (německy Saarpfalz-Kreis) je zemský okres v německé spolkové zemi Sársko. Sídlem správy zemského okresu je město Homburg. Má přibližně 143 tisíc obyvatel. 

## Města a obce
| Města: 1. Bexbach 2. Blieskastel 3. Homburg 4. St. Ingbert | Obce: 1. Gersheim 2. Kirkel 3. Mandelbachtal |